# Calyptomena
Calyptomena és un gènere d'ocells de la família dels caliptomènids (Calyptomenidae), antany inclòs als eurilàimids.

## Taxonomia
Segons la Classificació del Congrés Ornitològic Internacional (versió 14.2, 2024) aquest gènere està format per tres espècies:
- Calyptomena viridis - becample verd[3]
- Calyptomena hosii - becample de Hose[4]
- Calyptomena whiteheadi - becample de Whitehead[5]